# Nuevos Ministerios
Nuevos Ministerios constituyen un complejo gubernamental que alberga las sedes de varios ministerios en el distrito de Chamberí, en la ciudad de Madrid (España); en la actualidad, acoge la sede de los ministerios de Transportes y Movilidad Sostenible, de Trabajo y Economía Social, de Vivienda y Agenda Urbana y de Transición Ecológica y Reto Demográfico. Se encuentra situado en la manzana delimitada por el Paseo de la Castellana, las calles Raimundo Fernández Villaverde, Agustín de Betancourt y la plaza de San Juan de la Cruz.
El proyecto original es obra del arquitecto Secundino Zuazo Ugalde y desde muy pronto contó con el patrocinio del entonces ministro de Obras Públicas, Indalecio Prieto. Su construcción se inició en 1933 y, a pesar de que se vio paralizada durante la Guerra Civil, todo el complejo quedó finalizado en 1942. Todo el conjunto arquitectónico se halla plenamente integrado en el llamado centro AZCA, uno de los centros de negocios y oficinas más importantes de la capital. En sus inmediaciones se halla también la estación de Nuevos Ministerios, un intercambiador con servicios de autobús, Metro y Cercanías.

## Historia

### Antecedentes
Durante la década de 1920, Madrid había sobrepasado un millón de habitantes (contando con unos 800 000 al comienzo de la década) y la ciudad crecía a buen ritmo (el ensanche estaba casi totalmente edificado en tanto que surgían suburbios en el extrarradio sin orden ni concierto). A finales de la década, y con el fin de ordenar el crecimiento y dar solución a los nacientes problemas de tráfico, el Ayuntamiento convocó un Concurso Internacional para la Ordenación de Madrid en 1929, que no llegó a materializarse. Uno de los planes presentados había sido elaborado por el arquitecto Secundino Zuazo y el urbanista alemán Hermann Jansen.
Poco después de la proclamación de la República, el Ayuntamiento requirió a la Oficina Municipal de Urbanismo un proyecto de expansión de la ciudad. La oficina lo preparó en un plazo muy breve, basándose en las propuestas de Zuazo y Hansen. El gobierno de la República consideraba prioritaria la modernización de Madrid y, en 1932 aprobó la Ley de Capitalidad de Madrid. Un año después, el Ministerio de Gobernación aprobó el Proyecto General de Expansión, tomando casi la totalidad del proyecto de la Oficina Municipal.
El punto fundamental del proyecto consistía en conseguir la expansión de la ciudad hacia el norte, en torno al paseo de la Castellana. Como parte de tal propósito, se procedió a demoler el antiguo hipódromo, que constituía un obstáculo a la ordenación del paseo de la Castellana. Otro hito importante del proyecto era la construcción de enlaces ferroviarios entre las estaciones de Madrid. De nuevo Zuazo, esta vez como miembro de la Comisión de Enlaces Ferroviarios del Ministerio de Obras Públicas, interpretó un papel relevante, encargándose de convencer al ministro Prieto de la inconveniencia de situar el Ministerio de la Gobernación en el centro de Madrid (en Callao) y de construir el enlace ferroviario entre las estaciones del Norte y Atocha, bajo la Gran Vía, debido a la gran congestión que se produciría en el centro de Madrid.
Así, en el solar dejado vacío por la demolición del hipódromo el gobierno de la República proyectó, ya en 1932, la construcción de un complejo en el que ubicar las dependencias ministeriales, al tiempo que se construía un enlace ferroviario subterráneo entre Atocha-Cercanías y una estación de nueva planta en el norte, Chamartín, que construiría el ingeniero Eduardo Torroja y que recibiría popularmente el nombre de "túnel de la risa".

### Proyecto y construcción
El designio de construir los Nuevos Ministerios había sido obra de Indalecio Prieto, ministro de Obras Públicas. No obstante, tal idea ya había sido planteada por Zuazo en 1930, en su Proyecto de Prolongación de la Castellana, por lo que Prieto le encargó la construcción de lo que serían los Nuevos Ministerios, para albergar los ministerios de Obras Públicas y Gobernación. Tras la demolición del hipódromo, la primera piedra se puso el 15 de abril de 1933. Zuazo tomó a El Escorial como inspiración para el proyecto.
Sin embargo, al comenzar la Guerra Civil, los Nuevos Ministerios estaban inacabados, y la persecución que sufrió Zuazo al terminar la guerra, durante la cual se había exiliado en Francia, le impidió continuar con el proyecto. Este fue finalizado por un equipo de arquitectos afines al nuevo régimen, el cual eliminó o modificó partes importantes del proyecto, como el rascacielos previsto para el lado norte; también fue sustituido el ladrillo por el granito. La obra terminó finalmente en 1942, aunque el Ministerio de Obras Públicas y Urbanismo (MOPU) no se mudó allí hasta 1958.

### Actualidad
En la actualidad acoge la sede de los ministerios de Fomento, Trabajo y Economía Social y el de Transición Ecológica y Reto Demográfico, así como de una sección del Ministerio de Agricultura, Alimentación y Medio Ambiente. Se halla plenamente integrado en el conjunto de la Castellana y del Complejo AZCA, uno de los centros de negocios y oficinas más importantes de la capital española.
El 18 de diciembre de 2023 se inauguró en Nuevos Ministerios la Casa de la Arquitectura, con categoría de museo nacional.
Desde el intercambiador de la Estación de Nuevos Ministerios se puede llegar al complejo gubernamental, a través de Cercanías (Líneas C-2, C-3, C-4, C-7, C-8 y C-10), Metro (Líneas 6, 8 y 10) y Autobuses de Madrid (Líneas 7, 14, 27, 40, 126, 147, 150, C1 y C2).

## Características

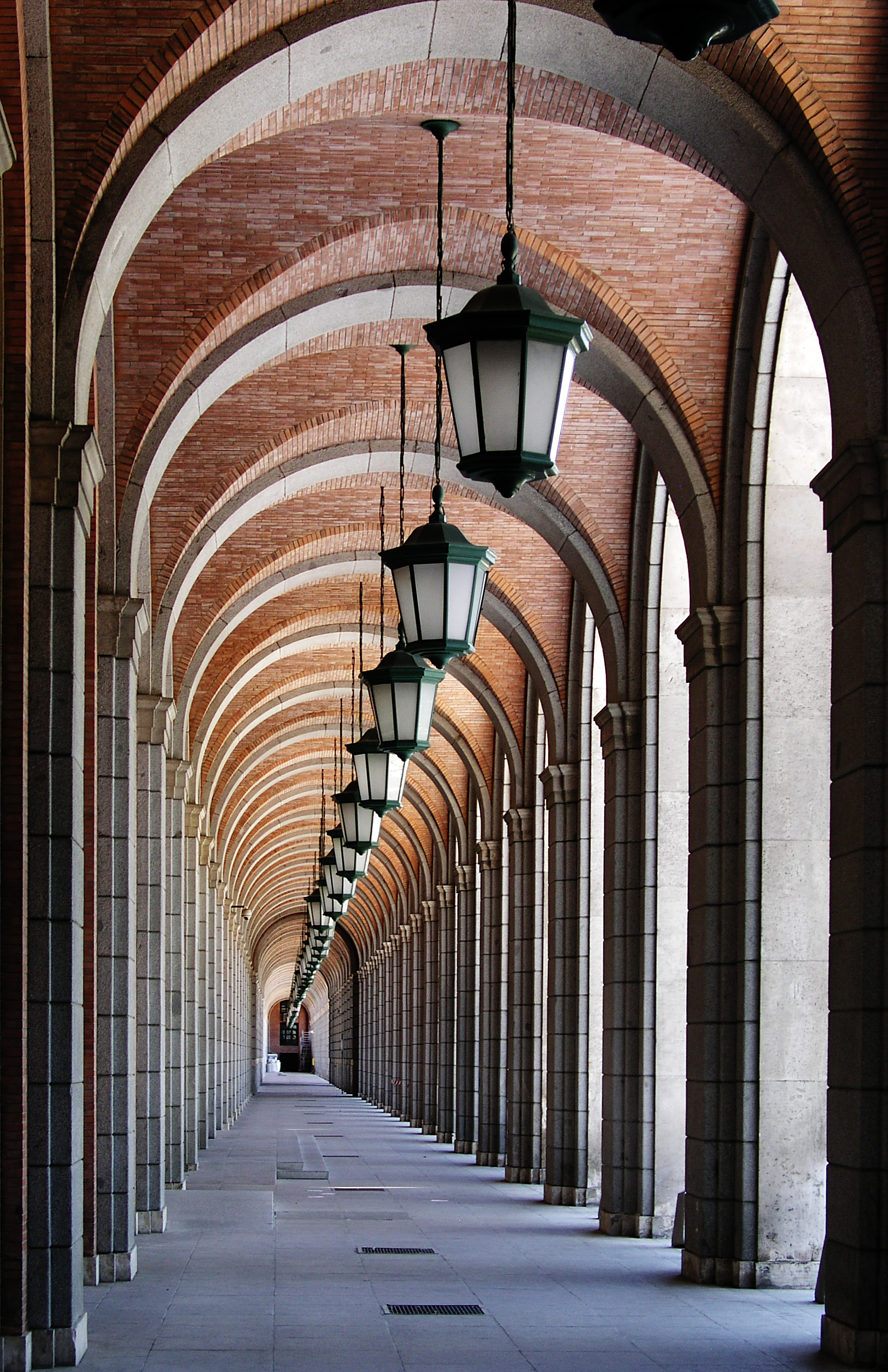
Arquería perteneciente al lado Este del conjunto.

El aspecto actual del conjunto conserva en gran medida las formas y estilo del proyecto original, en el que se aprecian los ecos del Monasterio de El Escorial (en cuyo mantenimiento había trabajado Zuazo) y de la Casa de las Flores (un trabajo anterior de Zuazo). 
El conjunto consta de un gran espacio central diáfano con plazas, fuentes y estanques, alrededor del cual se disponen los diferentes ministerios, así como una gran arquería en el lado que da al Paseo de la Castellana restaurada en 2017 por DMDV Arquitectos. Bajo el patio se excavó la que actualmente es la estación de Cercanías de Nuevos Ministerios. La arquería es uno de los elementos más característicos del conjunto. En octubre de 1983, el entonces Ministerio de Obras Públicas y Urbanismo inauguró en parte de dicha estructura arquitectónica una sala de exposiciones, conocida precisamente como "La Arquería", con la muestra sobre arquitectura clasicismo nórdico. 1910-1930. En sus más de tres décadas de historia "La Arquería" ha sido uno de los pocos espacios de difusión de la cultura arquitectónica y el urbanismo del panorama expositivo español. Este espacio es la futura sede de la Colección ENAIRE de Arte Contemporáneo en Madrid, cuya inauguración está prevista para 2020. Según la Fundación ENAIRE "La Arquería" no solo "mostrará de forma permanente parte de los fondos" de su colección de arte contemporáno sino que tendrá un programa de exposiciones temporales en coordinación con la Dirección General de Arquitectura, Vivienda y Suelo del Ministerio de Fomento para mantener su línea de especialización desde su apertura en los años ochenta.

## Datos de interés
- La estación de Nuevos Ministerio del metro de Madrid, es el epicentro de la historia que fue tomado para basar la historia de Las Sombras del Metro, juego de detectives y crímenes reales.[10]